# Jan C. Vondrouš
Jan Charles Vondroush (en checo: Jan Charles Vondrouš), nacido el 24 de enero de 1884 en Chotusice y fallecido el 28 de junio de 1970 en Praga, fue un artista grabador checo y estadounidense, autor de los diseños de sellos de Checoslovaquia y del Protectorado de Bohemia y Moravia.
Vondrouš nació el 24 de enero de 1884 en la ciudad de Chotusice (República checa) cerca del pueblo de Chaslau. En 1893 junto a sus padres emigra a Estados Unidos, donde se forma artísticamente de la mano de James David Smillie en la National School of Design en Nueva York después de graduarse en la escuela de grabado. Varios años más tarde trabajó como ilustrador en semanarios estadounidenses.
En 1937 diseña la "Pequeña entente" (Catálogo Michel Nros. 375—376) referida a la entente de los Balcanes.
Muere un 28 de junio de 1970 en Praga.